# Ейлін Педде
Е́йлін Педде́ (англ. Eileen Pedde) — американська акторка. 
Дебют Ейлін Педде на телебаченні відбувся 1990 року в телефільмі «Маленькі викрадачі» (англ. The Little Kidnappers).
Знімалась у багатьох популярних телесеріалах: «Цілком таємно», «Таємниці Смолвіля» тощо; найбільш відома за серіалом «Зоряний крейсер „Галактика“». У 2007 році виконала роль у кінофільмі «Джуно».
До 2016 року знялася майже в 50-ти телевізійних фільмах та серіалах.

## Основна фільмографія
- 1996—1998 — «Цілком таємно» (The X Files), 2 епізоди;
- 1998 — «Тисячоліття»[en] (Millennium), 4 епізоди;
- 2000 — «Темний ангел» (Dark Angel), 2 епізоди;
- 2000—2002 — «Згода»[en] (Just Deal), Колін Робертс у 17-ти епізодах;
- 2002 — «Заручниця» (Taken), 2 епізоди;
- 2002 — «Блек Пойнт» (кінофільм);
- 2003 — «Таємниці Смолвіля» (Smallville), Дженніфер Смол у 2 епізодах;
- 2003 — «Фредді проти Джейсона» (кінофільм);
- 2006—2008 — «Зоряний крейсер „Галактика“», сержантка Ерін Матіас у 7 епізодах;
- 2007—2008 — «Кровні узи» (Blood Ties), Кроулі у 8 епізодах;
- 2009 — «Долина торнадо» (Tornado Valley);
- 2010 — «Життя несподіване»;
- 2011 — «Цілком законно»;
- 2011 — «У пошуках родини» (Finding a Family);
- 2013 — «Стріла» (Arrow);
- 2014 — «У моїх мріях» (In My Dreams);
- 2014 — «Лотерея»[en] (The Lottery);
- 2015 — «Керівництво подруг до розлучення» (Girlfriends' Guide to Divorce);
- 2010-2016 — «Надприродне» (Supernatural), місіс Френкл / доктор Кесслер (2 епізоди);
- 2016 — (Chesapeake Shores), Грейс Бріджес (1 епізод);
- 2016 — (Travelers), мама (2 епізоди);
- 2017 — (When Calls the Heart), пані Гелен Берк (1 епізод);
- 2017 — (Bates Motel), суддя Голлмар (1 епізод);
- 2017 — «Я — зомбі», д-рка Сміт (1 епізод);
- 2017 — «Зошит смерті», нова учителька;
- 2018 — (The Arrangement), Белла (1 епізод);
- 2018 — (Parallel), бібліотекарка;
- 2018 — (Reunited at Christmas), телефільм, Клер;
- 2020 — «Легенди завтрашнього дня» (Legends of Tomorrow), президент США (1 епізод);
- 2022 — «Порятунок Рубі» (Rescued by Ruby), Аманда Гріннелл.